# Titularbistum Cadossia
Cadossia ist ein Titularbistum der römisch-katholischen Kirche.
Es geht zurück auf ein früheres Bistum der Stadt Kadossia in der kleinasiatischen Landschaft Bithynien in der heutigen Türkei, das der Kirchenprovinz Nikomedia angehörte.
| Titularbischöfe von Cadossia |                                          |                                             |               |                  |
| Nr.                          | Name                                     | Amt                                         | von           | bis              |
| 1                            | Miguel Gaspar Monconill y Viladot OFMCap | Apostolischer Vikar von Caquetá (Kolumbien) | 30. Juni 1930 | 26. Februar 1946 |
| 2                            | Antoon Demets CSsR                       | Koadjutorbischof von Roseau (Dominica)      | 13. Juni 1946 | 3. August 2000   |